# میرووا پود کوزاکووم
میرووا پود کوزاکووم (به چکی: Mírová pod Kozákovem) یک منطقهٔ مسکونی در جمهوری چک است که در ناحیه سمیلی واقع شده‌است. میرووا پود کوزاکووم ۱۹٫۲۱ کیلومتر مربع مساحت و ۱٬۶۸۸ نفر جمعیت دارد و ۳۶۱ متر بالاتر از سطح دریا واقع شده‌است.